# Pavel Felgengauer
Pavel Jevgenjevitj Felgengauer (russisk: Павел Евгеньевич Фельгенгауэр ; født 6. december 1951 i Moskva) er en russisk militæranalytiker og columnist for den russiske avis Novaja Gaseta.
Felgengauer er født i Moskva hvor han også i 1975 færdiggjorde en uddannelse på Moskvas statsuniversitet. Han arbejdede derefter som forsker og seniorforsker på det sovjetiske videnskabsakademi i Moskva, hvorfra han i 1988 fik en Ph.D.
Felgengauer har produceret en mængde artikler omkring russiske militæranliggender. Fra januar 1991 – januar 1993 var han tilknyttet Moskva-avisen Nesavisimaja Gaseta. Fra februar 1993 til september 1999 var han medlem af redaktionsteamet, og militærkorrespondent, på Moskva-avisen Sevodnja. Fra maj 1994 til oktober 2005 havde han en fast klumme på den engelsksproget Moskva-avis The Moscow Times. Fra juli 2006 har han været ansat af Novaja Gaseta (russisk: Новая газета).